# 1020 (szám)
Az 1020 (római számmal: MXX) egy természetes szám.

## A szám a matematikában
A tízes számrendszerbeli 1020-as a kettes számrendszerben 1111111100, a nyolcas számrendszerben 1774, a tizenhatos számrendszerben 3FC alakban írható fel.
Az 1020 páros szám, összetett szám. Kanonikus alakja 22 · 31 · 51 · 171, normálalakban az 1,02 · 103 szorzattal írható fel. Huszonnégy osztója van a természetes számok halmazán, ezek növekvő sorrendben: 1, 2, 3, 4, 5, 6, 10, 12, 15, 17, 20, 30, 34, 51, 60, 68, 85, 102, 170, 204, 255, 340, 510 és 1020.
Egyetlen szám valódiosztó-összegeként áll elő, mely nagyobb 10 000-nél.

## Csillagászat
- 1020 Arcadia kisbolygó